# Джоузеф Бол
Джоузеф Артър Бол (на английски: Joseph Arthur Ball) е американски изобретател, физик и изпълнителен директор в Technicolor. Той е технически директор на първия цветен филм („Беки Шарп“) и един от едва тримата техници – основатели на Академията за филмово изкуство и наука. На 11-ите награди на Академията Бол е удостоен с почетна награда за приноса си към цветната фотография. Той притежава много патенти в цветната фотография и му се приписва създаването на трикомпонентния процес.